# Gussie Moran
Gertrude "Gussie" Agusta Moran (Santa Mônica, 8 de setembro de 1923 — Los Angeles, 16 de janeiro de 2013) foi uma tenista americana.
Chegou a classificar-se como a quarta melhor tenista dos EUA e escandalizou Wimbledon e o mundo do tênis pois utilizava saia curta e calcinha rendada quando jogava, em tempos que este esporte ainda não era profissional.